# Стрелиция
Стрелицията е род от пет вида многогодишни растения от Южна Африка. Той принадлежи към семейството на растенията Strelitziaceae. Родът е кръстен на херцогството на Мекленбург-Щрелиц, родното място на кралица Шарлота от Обединеното кралство. В Южна Африка е изобразена на обратната страна на монетата от 50 цента. Тя е флоралната емблема на Лос Анджелис; два от видовете, Strelitzia nicolai и Strelitzia reginae, често се отглеждат като домашни растения.